# Linchamiento de Marie Thompson
El linchamiento de Marie Thompson de Shepherdsville fue cometido en la madrugada del 15 de junio de 1904, en la ciudad de Lebanon Junction, condado de Bullitt, en el estado de Kentucky, como venganza por el asesinato en defensa propia de John Irvin, un terrateniente blanco para el que Marie trabajaba. El día anterior, Thompson había intentado defender a su hijo de ser agredido por parte de Irvin en un altercado; él le ordenó a Marie que se fuera de su tierra. Mientras ella se alejaba de él, Irvin la atacó por la espalda con un cuchillo y ella se defendió con una navaja, matándolo. La arrestaron y la metieron en la cárcel del condado.
Alrededor de una docena de hombres blancos acudieron a la cárcel a medianoche el día del asesinato para linchar a Thompson. Fueron sorprendidos por una multitud de negros armados y la turba blanca huyó del lugar. Los afroamericanos, tras recibir la garantía del sheriff de que protegería a Thompson, se marcharon. Dos horas más tarde, una turba más grande que la anterior, de unas 50 personas, sacó violentamente a Thompson de la cárcel e intentó colgarla de un árbol cercano. Ella agarró un cuchillo de uno de los linchadores y se liberó, pero no pudo huir, pues la turba la derribó con una descarga de 100 disparos. Thompson murió al día siguiente en la cárcel a causa de las heridas de bala.

## El asesinato de John Irvin
Marie Thompson era una aparcera negra que trabajaba en las tierras de un terrateniente blanco llamado John Irvin. Mientras ella y su hijo trabajaban en su huerto, Irvin se les acercó y les exigió que le devolvieran unas tenazas. El hijo de Thompson dijo que ya las había devuelto. Irvin acusó al niño de robar las pinzas, lo agredió verbalmente y lo pateó repetidas veces en la espalda.
Thompson confrontó al terrateniente por la agresión contra su hijo y discutieron. impactado de que Thompson lo desafiara, Irvin exigió que "saliera de su casa". Irvin, al desalojar a Thompson, le quitó su hogar, sus ingresos y su dignidad. "Enfadada y desesperada, Thompson... contraatacó." 
Según Thompson, ella cumplió con la exigencia de Irvin, pero "caminó despacio intencionalmente". Irvin se enfureció e intentó atacar a Marie por la espalda con un cuchillo. Thompson, la cual pesaba 116kg, venció a Irvin y le cortó la garganta con una navaja, matándolo. Thompson vendió su caballo y sus muebles a sus vecinos y se estaba preparando para huir cuando fue arrestada.

## Intento de linchamiento
Thompson fue arrestada, encarcelada y acusada de asesinato. Ese mismo día, el Courier-Journal publicó un artículo sobre la muerte de Irvin. Esa noche, una banda armada de aproximadamente una docena de hombres blancos formó una turba y rodeó la cárcel de Lebanon Junction a la medianoche del 14 de junio de 1904, con la intención de linchar a Thompson. Un hombre usó un mazo para romper (sin éxito) el gran candado que mantenía una pesada barra de hierro en su lugar a lo largo de la puerta de la cárcel y así poder entrar. Mientras la muchedumbre intentaba introducirse en la cárcel, un grupo de hombres afroamericanos armados apareció detrás de ellos. Los negros abrieron fuego contra los linchadores blancos, los cuales huyeron y dispararon sólo unos pocos tiros sin apuntar durante su huida de la escena. El sonido de los disparos atrajeron a la mayoría de los habitantes del pueblo a la cárcel.
Después de que el sheriff blanco del condado y sus agentes hubieran prometido proteger a Thompson en caso de que la turba regresase, el grupo de afroamericanos se dispersó.  

## El linchamiento
Dos horas después, a las 2 de la madrugada, una turba de 50 hombres se concentró en frente de la cárcel. Al no encontrar respuesta por parte de las fuerzas del orden, sacaron a Marie Thompson de su celda, arrastrándola con una cuerda atada alrededor de su cuello, e intentaron colgarla de un árbol en el patio de la cárcel.Cuando Thompson vio que pedir clemencia no iba a funcionar, comenzó a luchar contra la turba "como un tigre". Un relato de los hechos la describió como una "tigresa amazónica". Finalmente, los 50 hombres blancos colocaron la soga alrededor del cuello de Thompson, la arrojaron sobre una rama y levantaron a Thompson del suelo.Thompson se giró rápidamente, agarró a uno de los linchadores por el cuello, le arrebató el cuchillo y cortó la soga  Después de su caída, comenzó a defenderse a golpes a los hombres de la turba, los cuales estaban borrachos. Thompson logró separarse de la muchedumbre y comenzó a huir. Sin embargo, la alcanzó una lluvia de disparos de más de 100 tiros. Cuando finalmente cayó, la multitud aplaudió.
Thompson murió la noche siguiente en la cárcel del condado de Shepherdsville. En su lecho de muerte, le dijo a su médico: «No quería matarlo. Solo quería vengarme de lo que nos había hecho a mí y a mi hijo». La defensa de Thompson ejemplificó como las familias negras del Sur viviendo bajo las leyes de Jim Crow a principios del siglo XX aún estaban dispuestas a proteger a los suyos de los abusos racistas de los blancos.
Sin embargo, hay ciertas fuentes que proporcionan evidencia de que Mary Dent Thompson sobrevivió al linchamiento. Algunos artículos periodísticos de la época, posteriores a los informes de su muerte, indican que, de hecho, fue atendida en la cárcel de Shepherdsville después del tiroteo y transportada de manera segura a Louisville, también en Kentucky, donde se pudo recuperar. El Lexington Herald, publicado el 8 de septiembre de 1905, afirma en la página cinco que Thompson fue juzgado y condenado a dos años de penitenciaría. Se dice que vivió hasta 1934.

## Secuelas
Habiendo traicionado su promesa de proteger a Marie Thompson, el Sheriff, sus agentes y los blancos de Lebanon Junction temían que los negros de la zona buscaran venganza por el linchamiento, por lo que se armaron y esperaron varias noches un ataque que nunca llegó.